# Jakob Twinger von Königshofen

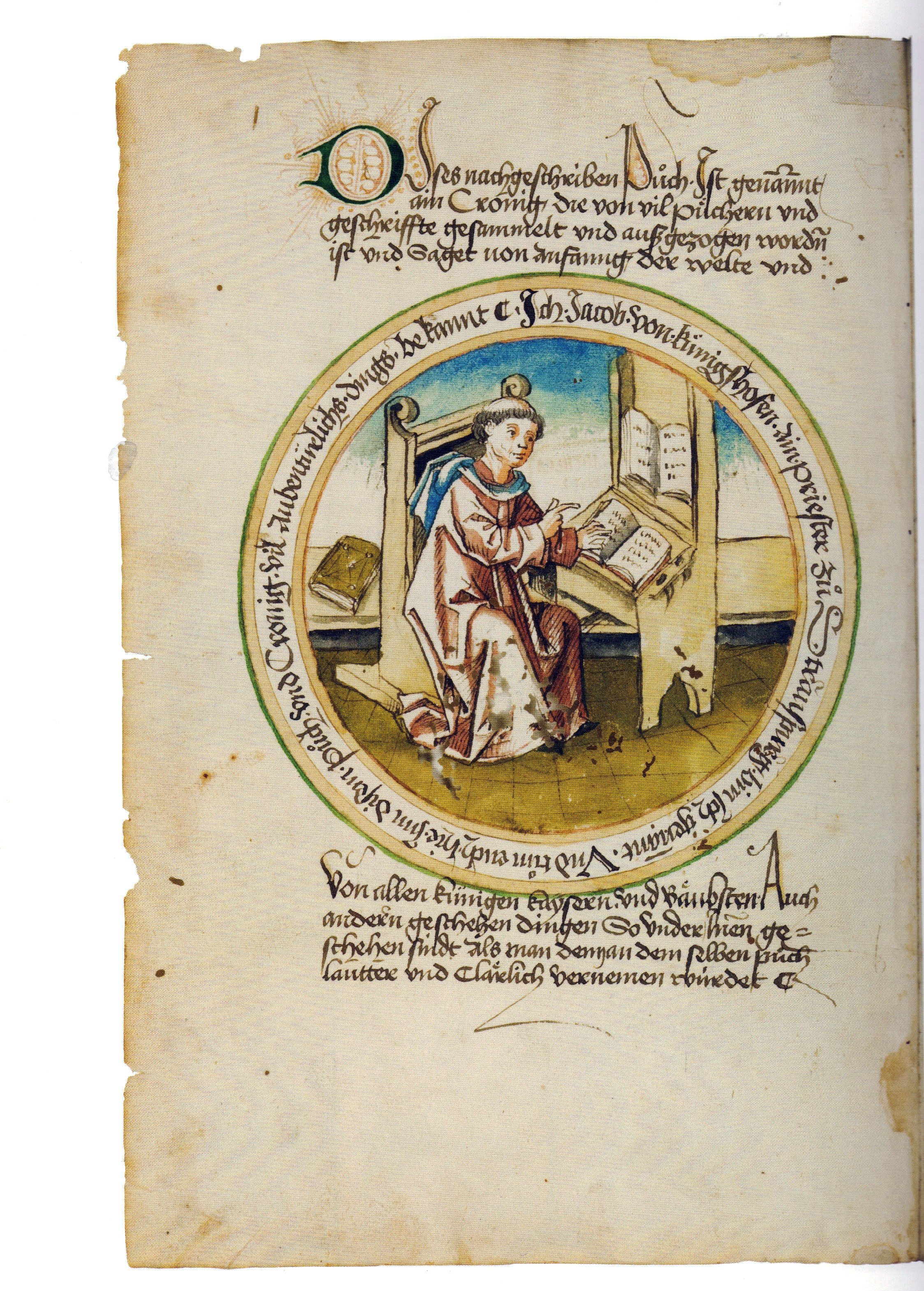
Fiktives Autorenbild um 1477

Jakob Twinger von Königshofen (* 1346 in Straßburg; † 27. Dezember 1420 in Königshofen bei Straßburg) war ein deutscher Geschichtsschreiber.

## Leben und Wirken
Jakob Twinger von Königshofen trat in den geistlichen Stand und wurde 1382 zum Priester geweiht. Im Jahr 1384 wurde er Pfarrer in Drusenheim und 1395 Kanoniker am Thomasstift in Straßburg.
Zuerst schrieb er eine Chronik in lateinischer Sprache, die nie gedruckt wurde, dann eine in deutscher Sprache, die in drei Kapiteln die Weltgeschichte, dann in zwei die der Straßburger Kirche, des Elsass und der Stadt Straßburg behandelt und für die Zeit von 1382 bis 1414 als zeitgenössische Quelle von Wert ist. Die Überlieferungen Königshofens beruhen dabei zum Teil auf den Chroniken Fritsche Closeners. Seine Darstellung ist populär und durch Legenden, Anekdoten und Schwänke aus dem Volksmund unterhaltend. Zahlreiche Handschriften bezeugen die Bekanntheit des Werkes. Eigenhändige Handschriften Twingers wurden durch deutschen Beschuss in der Nacht vom 24. auf den 25. August 1870 während der Belagerung Straßburgs im Deutsch-Französischen Krieg vernichtet.
Den originalen Teil sowie einen bis 1420 fortgeführten Auszug daraus, der zuerst 1474 in Augsburg erschien und erneut von Johann Schilter (Straßburg 1698), mit historischen Anmerkungen und Kupferstichen versehen, herausgegeben wurde, hat Karl Hegel in den Chroniken der deutschen Städte (Band 8 und 9: Straßburger Chroniken, Leipzig 1870–1871) publiziert.
Heute gibt es ein Collège in Königshofen, das seinen Namen trägt.